# Irileka
Irileka is een monotypisch geslacht van spinnen uit de  familie van de Sparassidae (jachtkrabspinnen).

## Soort
- Irileka iridescens Hirst, 1998